# アンラオ県 (ハイフォン)
アンラオ県（アンラオけん、ベトナム語：Huyện An Lão / 縣安老）は、ベトナム社会主義共和国のハイフォン市に存在する県。面積は114.58 km²、人口は152,518人（2018年）である。

## 行政
アンラオ県は2市鎮15社を管轄している。
- アンラオ市鎮（An Lão / 安老）
- チュオンソン市鎮（Trường Sơn / 長山）
- アンタイ社（An Thái / 安泰）
- アンタン社（An Thắng / 安勝）
- アントー社（An Thọ / 安寿）
- アンティエン社（An Tiến / 安進）
- バッチャン社（Bát Tràng / 八場）
- チエンタン社（Chiến Thắng / 戦勝）
- ミードゥク社（Mỹ Đức / 美德）
- クアンフン社（Quang Hưng / 光興）
- クアンチュン社（Quang Trung / 光中）
- クオックトゥアン社（Quốc Tuấn / 国俊）
- タンザン社（Tân Dân / 新民）
- タンヴィエン社（Tân Viên / 新園）
- タイソン社（Thái Sơn / 泰山）
- チュオントー社（Trường Thọ / 長寿）
- チュオンタイン社（Trường Thành / 長成）